# يايتشي (تشالدران)
يايتشي (بالفارسية: یایچی) هي قرية تقع في قسم ببه‌جيك (مقاطعة تشالدران) في إيران. يقدر عدد سكانها بـ 14 نسمة بحسب إحصاء 2016.